# Dölepferd
Das Dölepferd – auch Gudbrandsdal-Pferd – ist eine norwegische Pferderasse, die zu den Kleinkaltblütern zählt. Hervorzuheben sind seine außergewöhnlichen Leistungen bei Trabrennen.
Hintergrundinformationen zur Pferdebewertung und -zucht finden sich unter: Exterieur, Interieur und Pferdezucht.

## Exterieur
Das Dölepferd ist entgegen anderen Rassen in seinem Exterieur als uneinheitlich zu beschreiben und wird in zwei Schläge unterteilt. Diese sind ein leichter und ein Traber-Typ.
Beiden Schlägen gemein sind ein breiter, trockener Kopf mit geradem Profil, der durch einen Ponyausdruck geprägt ist. Der Hals ist kräftig und lang, hat eine volle, lockige Mähne, die Schulter ist massiv und schräg. Der Widerrist ist wenig ausgeprägt, der lange Rücken wirkt etwas matt, geht aber in eine sehr kräftige Hinterhand über. Die Kruppe ist abfallend und breit, der ebenfalls üppige Schweif reicht bis auf den Boden. Der Rumpf ist breit und tief und weist eine ausladende Rippenwölbung auf. Das Fundament ist stabil und setzt auf kurzen, kräftigen Beinen und derben Gelenken auf.

## Interieur
Diese Rasse ist geduldig, ausgeglichen, rege und energisch.

## Zuchtgeschichte
In der Fachliteratur kann man Hinweise auf die Ähnlichkeit des Dölepferdes mit dem Fell- und Dales-Pony, aber auch Bezüge zum Friesen nachschlagen. Dies liegt sicher zum einen darin begründet, dass die nordeuropäischen Kleinkaltblut- und Ponyrassen dieselben oder ähnliche Vorfahren hatten, kann zum anderen aber auch sicher auf einen züchterischen Einfluss der alten Rappen aus Friesland zurückgeführt werden, da schon vor der engen Bindung zwischen Norwegen und England friesische Händler die Popularität ihrer Rasse in diesem Gebiet angestrebt haben.
Im 19. Jahrhundert wurde dem Dölepferd durch den englischen Hengst Odin eine Veredelung zugeführt. Baldur, ein Enkel Odins, erscheint daher häufig in den Pedigrees aktueller Pferde. Im selben Jahrhundert fanden auch importierte Traberhengste Anwendung bei der Zucht des Dölepferdes, wodurch die bereits vorhandenen Trabeigenschaften noch einmal verstärkt wurden. Bedeutende Hengste der Traberfraktion waren Dovre und Toftebrun.
Seit 1962 überwachen staatliche Zuchtbetriebe die strenge Auslese, die als Ziel im Vordergrund die Optimierung der Trableistungen haben. Den Rekord hält zum Beginn des 21. Jahrhunderts der Döle-Traber-Hengst Alm Svarten, dessen Zeit von 1:26 min. auf dem Kilometer eine beachtliche Leistung für ein Kleinkaltblut darstellt.